# Kasari
Kasari – wieś w Estonii, w prowincji Lääne, w gminie Martna. Przez wieś przepływa rzeka Kasari.